# فرودگاه شهری کورونا
فرودگاه شهری کورونا (به انگلیسی: Corona Municipal Airport) یک فرودگاه همگانی بهره‌برداری هوایی است که یک باند فرود آسفالت دارد و طول باند آن ۹۷۵ متر است. این فرودگاه در شهر کورونا، کالیفرنیا کشور ایالات متحده آمریکا قرار دارد و در ارتفاع ۱۶۲ متری از سطح دریا واقع شده‌است.